# Remetehegy
Remetehegy ([ˈɾɛmɛtɛhɛɟ]) est un ancien quartier de Budapest. Il a été intégré en 2012 dans le quartier d'Óbuda hegyvidéke (3e arrondissement).